# Бююкбакалкьой
„Бююкбакалкьой“ (на турски: Büyükbakkalköy) е квартал в район „Малтепе“ в Истанбул, Турция. Намира се в анадолската част на града и граничи с кварталите „Башъбююк“, „Зюмрютевлер“, „Гюленсу“, „Eсенкент“ в район „Малтепе“ на запад, кварталите „Ферхатпаша“ и „Kaйъшдагъ“ в район „Aташехир“ на север, квартал „Фатих“ в район „Санджактепе“ и „Уур Mумджу“ в район „Kaртал“ на изток и кварталите „Соганлък“ и „Гюмюшпънар“ в район „Картал“ на юг. По-голямата част от квартала е покрита с гори. По площ е най-големият квартал в района.